# Liste der Naturdenkmale in Tamm
| Naturdenkmale | Anzahl |
| ------------- | ------ |
| FND           | 1      |
| END           | 2      |
| Gesamt        | 3      |

Die Liste der Naturdenkmale in Tamm nennt die verordneten Naturdenkmale (ND) der im baden-württembergischen Landkreis Ludwigsburg liegenden Stadt Tamm. In Tamm gibt es insgesamt drei als Naturdenkmal geschützte Objekte, davon ein flächenhaftes Naturdenkmal (FND) und zwei Einzelgebilde-Naturdenkmal (END).
Stand: 31. Oktober 2016.

## Flächenhafte Naturdenkmale (FND)
| Name                                       | Bild | Kennung     | Einzelheiten | Position | Fläche Hektar | Datum        |
| ------------------------------------------ | ---- | ----------- | ------------ | -------- | ------------- | ------------ |
| Feuchtgebiet im Gewann „Mondberg/Dragoner“ | BW   | 81180710001 | Tamm         | ⊙        | 0,5           | 7. Juli 1989 |
| Legende für Naturdenkmal                   |      |             |              |          |               |              |